# Улица Генерала Ивашутина
Улица Генера́ла Ивашу́тина — улица на северо-западе Москвы в Хорошёвском районе Северного административного округа между Хорошёвским шоссе и улицей Гризодубовой.

## Происхождение названия
Проектируемый проезд № 5486 получил название улица Генерала Ивашутина в июне 2017 года. Проезд назван в честь Героя Советского Союза, руководителя органов государственной безопасности и военной разведки СССР Петра Ивановича Ивашутина (1909—2002). Название дано по предложению Главного управления Генерального штаба Вооружённых Сил Российской Федерации.

## Описание
Улица начинается от Хорошёвского шоссе напротив 4-й Магистральной вместе с улицей Генерала Колесника, проходит на север, налево отходит улица Веры Волошиной, выходит на улицу Гризодубовой.